# Сибирьтелеком-Локомотив
«Сибирьтелеком-Локомотив» — российский мужской баскетбольный клуб из Новосибирска, основанный в 1973 году. Перед началом сезона 2011/2012 клуб не внёс в РФБ вступительный взнос, после чего был исключён из всероссийских соревнований, команда прекратила своё существование. Место «Сибирьтелеком-Локомотива» в мужском новосибирском баскетболе занял клуб «Новосибирск», образованный летом 2011 года.

## История
Клуб создан в 1973 году на базе уже существующего коллектива «Молодость». В элиту советского баскетбола впервые попал в 1979, поиграв два года опустился на класс ниже. В 1992 году второй дебют команды в Высшей лиге и по итогам года 5 место, лучшее достижение клуба за всю его историю. Затем команда металась между Суперлигой А и Суперлигой Б. С 2004 по 2008 год выступал в Суперлиге А, лучшим результатом было 9 место. В 2008 году вылетел в Суперлигу Б (ныне турнир именуется Суперлига). По итогам сезона в Суперлиге команда заняла 2-е место и могла заявиться в ПБЛ на сезон 2010/11, но 26 июня 2010 г. акционеры Ростелекома приняли решение о реорганизации ОАО «Ростелеком» в форме присоединения к нему открытых акционерных обществ в том числе и ОАО «Сибирьтелеком». В результате чего клуб лишился своего главного спонсора, который покрывал 50-60 процентов бюджета. Было принято ряд судьбоносных решений: остаться в Суперлиге российского баскетбола, распустить первую команду (8 игроков ушли в другие клубы), основу команды составить из молодых воспитанников клуба и студенческого баскетбола. В течение сезона команда постоянно боролась с острой нехваткой денежных средств на зарплату и даже на проведение домашних матчей. 15 декабря 2010 г. на пресс-конференции руководство клуба оповестило журналистов, что команда заявила в РФБ о возможном снятии команды с чемпионата России .. Лихорадочные поиски спонсоров дало возможность закончить сезон в Суперлиге на 9-м месте.

### Чемпионат СССР и России
| Сезон | Лига          | Место | Кубок       | Примечания                                                     |
| ----- | ------------- | ----- | ----------- | -------------------------------------------------------------- |
| 1979  | Первая лига   |       |             | Победитель Кубка Сибири и Дальнего Востока Вышел в Высшую лигу |
| 1980  | Высшая лига   |       |             | Победитель Кубка Сибири и Дальнего Востока                     |
| 1981  | Высшая лига   | 14    |             | Вылетел из Высшей лиги                                         |
| 1982  | Первая лига   | 15    |             |                                                                |
| 1983  | Первая лига   | 7     |             |                                                                |
| 1984  | Первая лига   | 6     |             | 3 место в Чемпионате РСФСР                                     |
| 1985  | Первая лига   | 16    |             | Вылетел из Первой лиги                                         |
| 1986  | Вторая лига   | 1     |             | Вышел в Первую лигу                                            |
| 1987  | Первая лига   | 2     |             |                                                                |
| 1988  | Первая лига   | 2     |             |                                                                |
| 1989  | Первая лига   | 9     |             |                                                                |
| 1990  | Первая лига   | 6     |             | Чемпион РСФСР                                                  |
| 1991  | Первая лига   | 5     |             | Чемпион РСФСР                                                  |
| 1992  | Высшая лига   | 5     |             |                                                                |
| 1993  | Высшая лига   | 6     |             |                                                                |
| 1994  | Высшая лига   | 15    |             |                                                                |
| 1995  | Высшая лига   | 14    |             |                                                                |
| 1996  | Высшая лига   | 10    |             |                                                                |
| 1997  | Суперлига     | 10    |             |                                                                |
| 1998  | Суперлига     | 18    |             |                                                                |
| 1999  | Суперлига     | 10    |             |                                                                |
| 2000  | Суперлига     | 12    |             | Вылетел из Суперлиги «А»                                       |
| 2001  | Суперлига «Б» | 3     |             |                                                                |
| 2002  | Суперлига «Б» | 5     |             |                                                                |
| 2003  | Суперлига «Б» | 1     |             | Вышел в Суперлигу «А»                                          |
| 2004  | Суперлига «А» | 10    |             |                                                                |
| 2005  | Суперлига «А» | 11    |             |                                                                |
| 2006  | Суперлига «А» | 9     |             |                                                                |
| 2007  | Суперлига «А» | 13    |             |                                                                |
| 2008  | Суперлига «А» | 13    |             | Вылетел из Суперлиги «А»                                       |
| 2009  | Суперлига «Б» | 3     |             |                                                                |
| 2010  | Суперлига «Б» | 2     | 1/8 финала  |                                                                |
| 2011  | Суперлига     | 9     | 1/16 финала |                                                                |

## Знаменитые игроки
| - / Евгений Мурзин - / Николай Танасейчук - / Андрей Синельников - / Сергей Бердников - / Олег Буланцев - Сергей Грезин | - Евгений Кисурин - Андрей Воронцевич - Иван Савельев - Сергей Бабков - Андрей Вохмянин - Максим Кривошеев | - Андрей Кирдячкин - Сергей Воротников - Павел Подкользин - Маркус Уэбб - Диа Шейх Я Я - Педро Феррон |

## Главные тренеры
- / Юрий Перминов и Александр Солодкин (1973/1982)
- / Юрий Аристархов (1982/1984)
- / Виктор Кухаренко (1984/2001)
- Сергей Бабков (2001/2005)
- Сергей Зозулин (2005/2006 и 2008/2009)
- Владимир Колосков (2006/2008)
- Сергей Казаржевский (2009/2011)